# Репрезентација Бугарске у хокеју на леду
Хокејашка репрезентација Бугарске је репрезентација у хокеју на леду која на међународној сцени представља Бугарску.
Налази се под окриљем Савеза хокеја на леду Бугарске који је пуноправни члан ИИХФ од 1960. године.

## Историја
Репрезентација Бугарске на међународној сцени дебитовала је у утакмици са Југославијом. Утакмица је одиграна 17. јануара 1942. у Букурешту (Румунија), а селекција Бугарске је славила са 4:2. На светским првенствима екипа је дебитовала 1963. у такмичењу групе Ц где је остварила учинак од по једне победе и нерешеног резултата и три пораза и заузела укупно 19. место (од 21 екипе). Највећи успеси тима су 14. место на СП 1970, и 12. место на ЗОИ 1976. године.

## Резултати на Олимпијским играма
Селекција Бугарске се само једном успела квалификовати на Зимске олимпијске игре. У питању су ЗОИ 1976. у Инзбруку (Аустрија). Бугарска је на турниру одиграла укупно 6 утакмица и доживела свих 6 пораза, уз гол разлику 20:52 (-32) заузевши тако последње место. У квалификационом мечу прво је доживела пораз од селекције Чехословачке (1:14) те је такмичење наставила у групи Б (за пласман од 7. до 12. места). У групи су губили редом од Аустрије (2:6), Швајцарске (3:8), Југославије (5:8), Румуније (4:9) и Јапана (5:7).
| Год.  | Место              | Пласман   |
| ----- | ------------------ | --------- |
| 1976. | Инзбрук (Аустрија) | 12. место |

## Резултати на светским првенствима
На Светским првенствима селекција Бугарске је учествовала укупно 44 пута (закључно са 2013)
- 1963. - 19. место (4. у групи Ц)
- 1967. - 19. место (3. у групи Ц)
- 1969. - 19. место (5. у групи Ц)
- 1970. - 14. место (8. у групи Б)
- 1971. - 19. место (5. у групи Ц)
- 1972. - 17. место (4. у групи Ц)
- 1973. - 18. место (4. у групи Ц)
- 1974. - 17. место (3. у групи Ц)
- 1975. - 16. место (2. у групи Ц)
- 1976. - 16. место (8. у групи Б)
- 1977. - 20. место (3. у групи Ц)
- 1978. - 21. место (5. у групи Ц)
- 1979. - 22. место (4. у групи Ц)
- 1981. - 22. место (6. у групи Ц)
- 1982. - 22. место (6. у групи Ц)
- 1983. - 22. место (6. у групи Ц)
- 1985. - 22. место (6. у групи Ц)
- 1986. - 19. место (3. у групи Ц)
- 1987. - 23. место (7. у групи Ц)
- 1989. - 21. место (5. у групи Ц)
- 1990. - 22. место (6. у групи Ц)
- 1991. - 20. место (4. у групи Ц)
- 1992. - 17. место (5. у групи Б)
- 1993. - 20. место (8. у групи Б)
- 1994. - 27. место (7. у групи Ц1)
- 1995. - 29. место (9. у групи Ц1)
- 1996. - 34. место (6. у групи Д)
- 1997. - 35. место (7. у групи Д)
- 1998. - 33. место (1. у групи Д)
- 1999. - 32. место (8. у групи Ц)
- 2000. - 33. место (9. у групи Ц)
- 2001. - 35. место (4. у дивизији II, група Б)
- 2002. - 35. место (4. у дивизији II, група Б)
- 2003. - 34. место (3. у дивизији II, група Б)
- 2004. - 36. место (4. у дивизији II, група Б)
- 2005. - 35. место (4. у дивизији II, група А)
- 2006. - 32. место (2. у дивизији II, група А)
- 2007. - 38. место (5. у дивизији II, група А)
- 2008. - 38. место (5. у дивизији II, група А)
- 2009. - 36. место (4. у дивизији II, група Б)
- 2010. - 35. место (4. у дивизији II, група А)
- 2011. - 38. место (5. у дивизији II, група Б)
- 2012. - 37. место (3. у дивизији II, група Б)
- 2013. - 40. место (6. у дивизији II, група Б)
- 2014. - 41. место (1. у дивизији III)

## Биланс са другим репрезентацијама
У таблици испод се налази историјат играња против других репрезентација (укључује службене утакмице на светским првенствима и олимпијским играма и пријатељске утакмице), закључно са крајем маја 2014. године.
| Репрезентација       | Ут  | Поб | Н  | Пор | ГД   | ГП   | ГР   |
| -------------------- | --- | --- | -- | --- | ---- | ---- | ---- |
| Југославија          | 19  | 3   | 2  | 14  | 58   | 119  | -61  |
| Мађарска             | 45  | 10  | 1  | 34  | 145  | 238  | -93  |
| Румунија             | 38  | 3   | 2  | 33  | 84   | 245  | -161 |
| Холандија            | 17  | 3   | 1  | 13  | 51   | 110  | -59  |
| Белгија              | 19  | 11  | 1  | 7   | 122  | 73   | +49  |
| Данска               | 32  | 11  | 2  | 19  | 89   | 137  | -48  |
| Аустрија             | 10  | 1   | 1  | 8   | 18   | 58   | -40  |
| Француска            | 29  | 9   | 2  | 18  | 89   | 156  | -67  |
| Јапан                | 11  | 3   | 0  | 8   | 29   | 66   | -37  |
| Швајцарска           | 5   | 0   | 0  | 5   | 9    | 32   | -23  |
| Италија              | 10  | 1   | 0  | 9   | 22   | 55   | -33  |
| Сједињене Државе     | 1   | 0   | 0  | 1   | 1    | 19   | -18  |
| Норвешка             | 5   | 0   | 1  | 4   | 11   | 31   | -20  |
| Немачка*             | 1   | 0   | 0  | 1   | 1    | 13   | -12  |
| Уједињено Краљевство | 8   | 6   | 1  | 1   | 47   | 36   | +11  |
| Источна Немачка      | 2   | 0   | 0  | 2   | 4    | 21   | -17  |
| Кина                 | 21  | 5   | 2  | 14  | 65   | 100  | -35  |
| Северна Кореја       | 13  | 8   | 1  | 4   | 62   | 32   | +30  |
| Аустралија           | 10  | 6   | 2  | 2   | 60   | 43   | +17  |
| Чехословачка         | 1   | 0   | 0  | 1   | 1    | 14   | -13  |
| Шпанија              | 15  | 8   | 1  | 6   | 74   | 63   | +11  |
| Јужна Кореја         | 11  | 7   | 0  | 4   | 72   | 51   | +21  |
| Хрватска             | 6   | 1   | 0  | 5   | 15   | 60   | -45  |
| Србија**             | 14  | 4   | 2  | 8   | 41   | 68   | -27  |
| Пољска               | 2   | 0   | 0  | 2   | 2    | 27   | -25  |
| Словачка             | 1   | 0   | 0  | 1   | 0    | 20   | -20  |
| Белорусија           | 1   | 0   | 0  | 1   | 1    | 13   | -12  |
| Словенија            | 2   | 0   | 0  | 2   | 1    | 27   | -26  |
| Казахстан            | 2   | 0   | 0  | 2   | 1    | 39   | -38  |
| Украјина             | 2   | 0   | 0  | 2   | 0    | 48   | -48  |
| Литванија            | 3   | 0   | 0  | 3   | 5    | 26   | -21  |
| Израел               | 7   | 2   | 1  | 4   | 18   | 32   | -26  |
| Нови Зеланд          | 4   | 3   | 0  | 1   | 41   | 20   | +21  |
| Турска               | 6   | 5   | 0  | 1   | 63   | 14   | +49  |
| Мексико              | 6   | 4   | 0  | 2   | 47   | 26   | +21  |
| Луксембург           | 2   | 2   | 0  | 0   | 25   | 7    | +18  |
| Исланд               | 3   | 2   | 0  | 1   | 13   | 7    | +6   |
| Јужна Африка         | 3   | 3   | 0  | 0   | 21   | 6    | +15  |
| Естонија             | 1   | 0   | 0  | 1   | 1    | 11   | -10  |
| Ирска                | 2   | 2   | 0  | 0   | 13   | 4    | +9   |
| УАЕ                  | 1   | 1   | 0  | 0   | 11   | 5    | +6   |
| Грузија              | 1   | 1   | 0  | 0   | 19   | 1    | +18  |
| Хонгконг             | 1   | 1   | 0  | 0   | 6    | 1    | +5   |
| Укупно: 43 екипа     | 394 | 127 | 23 | 244 | 1470 | 2145 | -675 |

Напомене:* Урачунати су и резултати селекције Западне Немачке; ** Урачунати су и резултати остварени под именима СРЈ и СЦГ. 